# Buru (Regierungsbezirk)
Buru ist ein indonesischer Regierungsbezirk (Kabupaten) im Nordwesten der indonesischen Provinz Maluku. Der Regierungssitz von Buru ist Namlea.

## Geographie
Der Kabupaten Buru erstreckt sich zwischen 2⁰25′ und 3⁰83′ s. Br. sowie zwischen 126°08′ und 127⁰20′ ö. L. Er besteht aus dem nördlichen Teil der Insel Buru und teilt sich mit dem 2008 abgespaltenen Kabupaten Südburu die Insel. Zum Kabupaten gehören drei Inseln: Batukapal, Nirwana Besar und Nirwana Kecil.

## Verwaltungsgliederung
Administrativ unterteilt sich der Regierungsbezirk Buru in 10 Distrikte (Kecamatan) mit 82 Gemeinden (Desa).
| Code 1   | Kecamatan Distrikt | Ibu Kota Verwaltungssitz | Fläche (km²) | Einwohner Census 2010 2 | Volkszählung 2020 | Volkszählung 2020 | Volkszählung 2020 | Anzahl der Dörfer 6 | Anzahl der Dörfer 6 |
| Code 1   | Kecamatan Distrikt | Ibu Kota Verwaltungssitz | Fläche (km²) | Einwohner Census 2010 2 | Einwohner 3       | 0Dichte 40        | Sex Ratio 5       | Anzahl der Dörfer 6 | Anzahl der Dörfer 6 |
| -------- | ------------------ | ------------------------ | ------------ | ----------------------- | ----------------- | ----------------- | ----------------- | ------------------- | ------------------- |
| 81.04.01 | Namlea             | Namlea                   | 951,15       | 37.218                  | 36.680            | 38,6              | 102,5             | 7                   |                     |
| 81.04.02 | Air Buaya          | Air Buaya                | 1.702,35     | 18.927                  | 12.019            | 7,1               | 104,1             | 10                  |                     |
| 81.04.03 | Waeapo             | Waenetat                 | 102,50       | 34.153                  | 12.040            | 117,5             | 106,9             | 7                   |                     |
| 81.04.06 | Waplau             | Waplau                   | 585,23       | 10.000                  | 12.698            | 21,7              | 105,1             | 10                  |                     |
| 81.04.10 | Batabual           | Ilath                    | 108,60       | 8.147                   | 9.439             | 86,9              | 105,4             | 5                   |                     |
| 81.04.11 | Lolong Guba        | Kubalahin                | 457,02       | –                       | 12.465            | 27,3              | 105,5             | 10                  |                     |
| 81.04.12 | Waelata            | Basakale                 | 234,50       | –                       | 13.501            | 57,6              | 110,0             | 10                  |                     |
| 81.04.13 | Fena Leisela       | Wainlana                 | 2.831,65     | –                       | 11.190            | 4,0               | 105,1             | 13                  |                     |
| 81.04.14 | Teluk Kaiely       | Kaiely                   | 141,08       | –                       | 3.998             | 28,3              | 106,5             | 5                   |                     |
| 81.04.15 | Lilialy            | Sawa                     | 481,50       | –                       | 11.208            | 23,3              | 102,8             | 5                   |                     |
| 81.04    | Kab. Buru          | Kab. Buru                | 7.595,58     | 108.445                 | 135.238           | 17,8              | 104,8             | 82                  |                     |

## Verwaltungsgeschichte
- Zeitgleich mit Errichtung der Provinz Nordmolukken (Maluku Utara) und dem Regierungsbezirk Westliche Südostmolukken (Maluku Tenggara Barat, 2019 umbenannt in Kab. Kepulauan Tanimbar) entstand der Regierungsbezirk Buru (aus dem Regierungsbezirk Zentralmolukken/Maluku Tengah).[4]
- Im Jahr 2008 wurde der südliche Teil des Bezirks Buru (5 von 10 Kecamatan) abgetrennt und als Kabupaten Buru Selatan eigenständig. Hierbei gab der Mutterbezirk 43,4 % seiner Fläche (4780,56 von 8712,88 km²) und 29,1 % seiner Bevölkerung (2007: 43096 von 147975) an den neuen Bezirk ab.
- Ende 2012 wurden fünf neue Distrikte gebildet:

1. Lolong Guba	abgespalten von Waeapo[5]
2. Waelata abgespalten von Waeapo[6]
3. Fena Leisela abgespalten von Air Buya[7]
4. Teluk Kaiely	abgespalten von Waeapo[8]
5. Lilialy abgespalten von Namlea[9]

## Demographie
Zur Volkszählung im September 2020 (indonesisch Sensus Penduduk - SP2020) lebten im Regierungsbezirk Buru 121.511 Menschen, davon 61.023 Frauen (50,11 %) und 60.488 Männer (49,78 %). Gegenüber dem letzten Census (2010) sank der Frauenanteil um 0,57 %.
Mitte 2022 waren 85,21 Prozent der Einwohner Muslime, zum Hinduismus bekannten sich 1,19 %, 8,47 % waren Protestanten und 0,93 % Katholiken.
67,19 Prozent oder 92.244 Personen gehörten zur erwerbsfähigen Bevölkerung (15–64 Jahre); 28,45 % waren Kinder und 4,36 % im Rentenalter. Von der Gesamtbevölkerung waren Mitte 2022 51,70 (31,31) % ledig, 44,93 (54,59) % verheiratet, 0,53 (0,64) % geschieden und 2,85 (3,46) % verwitwet. Die geklammerten Kursivzahlen geben den Anteil bezogen auf die Bevölkerung ab 10 Jahre an (112.986).
Der HDI-Index lag 2020 mit 68,95 der dritthöchste der Provinz.